# Heineken Experience

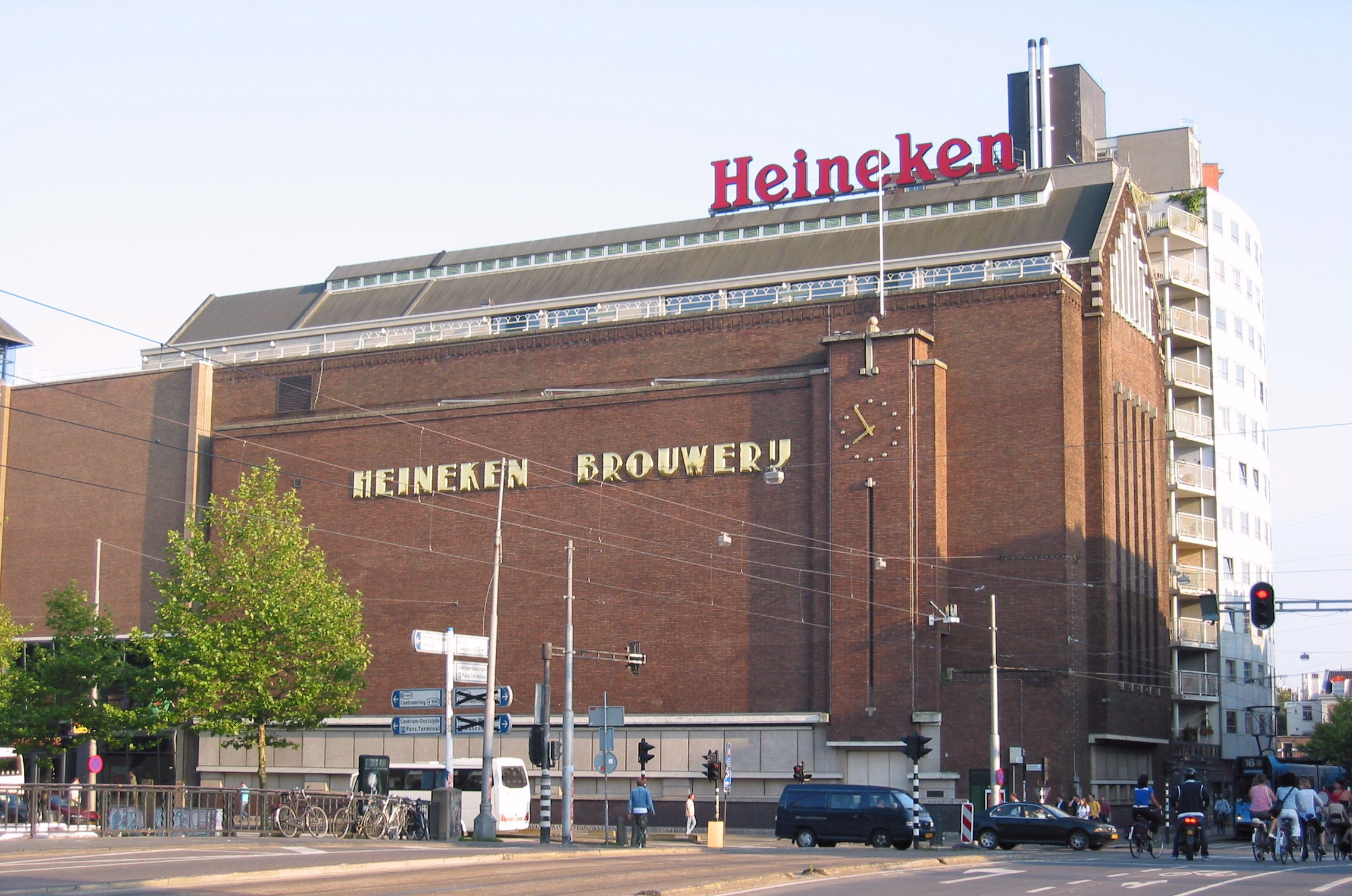
Heineken Experience, gevestigd in de voormalige Heineken Brouwerij aan de Stadhouderskade.

Heineken Experience is een museum over het biermerk Heineken en de brouwerij, gevestigd in de voormalige Heineken Brouwerij in Amsterdam. Het museum geeft een kijk in de geschiedenis van het bierbrouwer en van het brouwproces gedurende de jaren. Bezoekers van het museum krijgen een interactieve multiamediarondleiding. Tevens krijgen ze twee consumpties in de museumcafés. De Heineken Experience bevindt zich aan de Stadhouderskade in Amsterdam-Zuid en maakt deel uit van de Europese Route voor Industrieel Erfgoed (ERIH).

## Geschiedenis
Het museumgebouw werd in 1867 gebouwd en was de eerste brouwerij van bierconcern Heineken. Het heeft gefunctioneerd als brouwerij tot 1988. In 1991, toen een deel van het complex werd afgebroken, is in het resterende deel van het gebouw het Heineken ontvangst- en informatiecentrum geopend. Tien jaar later werd de naam veranderd in Heineken Experience. Vanaf oktober 2007 was het museum dicht wegens een verbouwing, welke werd uitgevoerd door BRC Imagination Arts, maar het opende op 3 november 2008 weer zijn deuren. Ongeveer twee jaar later kreeg de Heineken Experience een Thea Award in de categorie 'Brand Experience' toegekend.